# Comando de Aeródromo A (o) 18/VII
El Comando de Aeródromo A (o) 18/VII (Flieger-Horst-Kommandantur A (o) 18/VII) fue una unidad de la Luftwaffe durante la Segunda Guerra Mundial.

## Historia
Fue formado el 15 de junio de 1944 en Diedenhofen, a partir del Comando de Aeródromo A (o) 2/XII. Fue disuelto en octubre de 1944.

## Comandantes
- Mayor Franz Zach – (15 de junio de 1944 – octubre de 1944)

## Servicios
- junio de 1944 – octubre de 1944: en Diedenhofen bajo el Comando de Base Aérea 12/VII.

## Orden de Batalla

### Unidades adheridas
- Comando de Pista de Aterrizaje Koblenz-Karthause
- Comando de Pista de Aterrizaje Niedermendig
- Comando de Pista de Aterrizaje Luxembourg-Sandweiler
- Comando de Pista de Aterrizaje Trier-Euren